# First Dates
First Dates es la versión española del programa de citas británico homónimo, que se emite en Cuatro y, ocasionalmente, en Telecinco. El programa, presentado por Carlos Sobera, se estrenó el 17 de abril de 2016.

## Mecánica
Se trata de un programa de telerrealidad en el que diez desconocidos que han pasado previamente un cuestionario de compatibilidad, se someten a una cita a ciegas por parejas en un escenario que figura ser un restaurante. Las cinco parejas deberán mantener una conversación a lo largo de la cena servida por asistentes del programa, bajo la coordinación del presentador Carlos Sobera, que ejerce de anfitrión. Desde septiembre de 2016, se ofrecen semanalmente en horario de máxima audiencia programas especiales titulados Menú especial donde tienen segundas oportunidades los personajes más variopintos que no tuvieron suerte en citas anteriores.

## Presentador y camareros
|                 | Información          |      |      |      |      |      |      |      |      |      |      |  |
| Año             |                      | 2016 | 2017 | 2018 | 2019 | 2020 | 2021 | 2022 | 2023 | 2024 | 2025 |  |
| --------------- | -------------------- | ---- | ---- | ---- | ---- | ---- | ---- | ---- | ---- | ---- | ---- |  |
| Carlos Sobera   | Presentador titular. |      |      |      |      |      |      |      |      |      |      |  |
| Matías Roure    | Barman.              |      |      |      |      |      |      |      |      |      |      |  |
| Lidia Torrent   | Camarera.            |      |      |      |      |      |      |      |      |      |      |  |
| Richard Pena    | Voz en off.          |      |      |      |      |      |      |      |      |      |      |  |
| Yulia Demóss    | Camarera.            |      |      |      |      |      |      |      |      |      |      |  |
| Marisa Zapata   | Camarera.            |      |      |      |      |      |      |      |      |      |      |  |
| Cristina Zapata | Camarera.            |      |      |      |      |      |      |      |      |      |      |  |
| Elsa Anka       | Camarera.            |      |      |      |      |      |      |      |      |      |      |  |
| Laura Boado     | Camarera.            |      |      |      |      |      |      |      |      |      |      |  |

## Audiencias
El 17 de abril de 2016, el programa se estrenó en los canales del grupo Mediaset España de forma simultánea (3 615 000 y 19,9%) por Telecinco, Cuatro, Factoría de Ficción, Divinity y Energy obteniendo los siguientes resultados:
- Telecinco: 1 812 000 espectadores (10,0%).
- Cuatro: 941 000 espectadores (5,2%).
- FDF: 381 000 espectadores (2,1%).
- Divinity: 297 000 espectadores (1,6%).
- Energy: 184 000 espectadores (1,0%).

### Audiencia media de todas las ediciones
| Temporada                      | Fecha     | Programas | Cadena | Espectadores | Share |
| ------------------------------ | --------- | --------- | ------ | ------------ | ----- |
| First dates: Primera temporada | 2016      | 107       | Cuatro | 1 228 000    | 8,2%  |
| First dates: Segunda temporada | 2016-2017 | 307       | Cuatro | 1 267 000    | 7,7%  |
| First dates: Tercera temporada | 2017-2018 | 309       | Cuatro | 510 000      | 5,0%  |
| First dates: Cuarta temporada  | 2018-2019 | 285       | Cuatro | 433 000      | 4,4%  |
| First dates: Quinta temporada  | 2019-2020 | N/A       | Cuatro | 1 275 000    | 8,2%  |
| First dates: Sexta temporada   | 2020-2021 | N/A       | Cuatro | 1 500 000    | 8,6%  |
| First dates: Séptima temporada | 2021-2022 | N/A       | Cuatro | 1 370 000    | 8,7%  |
| First dates: Octava temporada  | 2022-2023 | N/A       | Cuatro | —            | —     |
| First dates: Novena temporada  | 2023-2024 | N/A       | Cuatro | —            | —     |
| First dates: Décima temporada  | 2024-2025 | N/A       | Cuatro | —            | —     |

## Espacios derivados

### First Dates: Crucero
First Dates: Crucero fue una versión del dating show para el prime time, la cual se desarrollaba a bordo de un barco y contó con dos temporadas. La primera, estrenada el 13 de enero de 2020, fue presentada por Carlos Sobera, mientras que en la segunda, la cual dio comienzo el 21 de febrero de 2022, llevó las riendas Jesús Vázquez. El formato llegó a su fin el 25 de abril de 2022.

### First Dates Café
First Dates Café fue la versión vespertina del programa, presentada por Jesús Vázquez, la cual se emitió a las 14:00 entre el 13 de diciembre de 2021 y el 4 de febrero de 2022.

### First Dates: Hotel
First Dates: Hotel fue una versión del dating show para el prime time, la cual se desarrollaba en las instalaciones de un hotel y contó con una temporada, emitía entre el 23 de julio y el 27 de agosto de 2024.